# Castres, Tarn
Castres là một xã trong vùng Occitanie, thuộc tỉnh Tarn, quận Castres, chef-lieu của 4 tổng. Tọa độ địa lý của xã là 43° 36' vĩ độ bắc, 02° 15' kinh độ đông. Castres nằm trên độ cao trung bình là 170 mét trên mực nước biển, có điểm thấp nhất là 151 mét và điểm cao nhất là 367 mét. Xã có diện tích 98,17 km², dân số vào thời điểm 2005 là 43.300 người; mật độ dân số là 441 người/km².

## Thông tin nhân khẩu
| 1962   | 1968   | 1975   | 1982   | 1990   | 1999   | 2007   |
| ------ | ------ | ------ | ------ | ------ | ------ | ------ |
| 36 978 | 40 457 | 45 978 | 45 578 | 44 812 | 43 496 | 46 387 |

## Các thành phố kết nghĩa
- Linares, Tây Ban Nha
- Wakefield, Anh

## Nhân vật nổi tiếng
- Pierre de Fermat (1601-1665), luật gia và là nhà toán học
- Marc David Lasource (1763-1793),
- Paul Rapin-Thoyras (1661-1725), sử gia
- Jean Jaurès (1859-1914) chính trị gia
- Marcel Briguiboul (1837-1892), họa sĩ
- Roger Peyrefitte (1907-2000) nhà văn
- Pierre Rivemale (1910-1945), họa sĩ
- Frédérick Tristan (sinh 1931), nhà văn, Prix Goncourt 1983

## Địa điểm tham quan
- Nhà thờ Saint Benoît
- Tòa thị chính
- Hôtel de Nayrac từ thời Phục hưng.
- Viện bảo tàng Goya-Museum
- Viện bảo tàng Jean Jaurès